# Bucov (Prahova megye)
Bucov község és falu Prahova megyében, Munténiában, Romániában. A hozzá tartozó települések: Bighilin, Chițorani, Pleașa és Valea Orlei.

## Fekvése
A megye középső részén található, a megyeszékhelytől, Ploieștitől, hat kilométerre északkeletre, a Teleajen folyó és a Iazul Morilor valamint a Bucovelul patakok mentén.

## Története
Első írásos említése 1473-ból való. 1781 és 1845 között Saac megye székhelye volt, viszont jelentősége lassan csökkent, miközben Ploiești városa gazdaságilag és politikailag megerősödött.
A 19. század végére Bukov csupán községi rangban volt Prahova megye Cricovul járásában. Ezen időszakban Bucov, Chițorani valamint Valea Orlei településekből állt, összesen 1126 lakossal. A községnek volt egy iskolája, mely a 19. század utolsó harmadában nyitotta meg kapuit, valamint három temploma, egy-egy minden településen. A Bucov-i templomot 1679-ben Mateiu Mărgineanu Filipescu építtette, az 1802. október 14.-ei földrengés során összedőlt, de 1804-ben Constantin Filipescu újjáépítette. A Chițorani-ban található templomot 1797-ben szentelték fel, építését Constantin Cantacuzino finanszírozta. A Valea Orlei-i pedig Tinca Mărăcineanca adományából 1693-ban épült.
1925-ös évkönyv szerint a lakossága 2189 fő volt.
1931-ben, rövid ideig, Chițorani, Valea Orlei valamint Bighilin falvak Chițorani községet alkották, ezen időszakban Bucov község csupán Bucov faluból állt.
1938-ban Prahova megye Ploiești járásához tartozott.
1950-ben közigazgatási átszervezés alapján, a Prahova-i régió Ploiești regionális városának az irányítása alá került, majd 1952-ben a Ploiești régióhoz csatolták.
1968-ban ismét megyerendszert vezettek be az országban, a község az újból létrehozott Prahova megye része lett, azon belül Ploiești regionális municípiumához rendelt községi státuszt kapott. Ekkor csatolták hozzá a megszüntetett Pleașa község területét. Ploiești-hez 1989-ig tartozott, amikor ismét önálló község lett.

## Lakossága
| Nemzetiségek | 2002  | 2002   |
| ------------ | ----- | ------ |
| Románok      | 9938  | 95,11% |
| Romák        | 498   | 4,76%  |
| Magyarok     | 8     | 0,07%  |
| Törökök      | 1     | 0,01%  |
| Egyéb        | 3     | 0,02%  |
| Összesen     | 10448 | 100,0% |